# Ulrike Goldmann
Ulrike Goldmann (17 de junho de 1980) nascida em Bad Saarow em Scharmutzelsee na Alemanha, é cantora e compositora do grupo de Darkwave e SynthPop Blutengel.

## Infância e Adolescência
Nascida em Bad Saarow em Scharmutzelsee mas cresceu em Furstenwalde, Ulrike Goldmann teve uma infância feliz com sua mãe que gostava também de cantar, seu gosto por musica e canto foi vindo muito cedo antes mesmo de saber andar, sua mãe gostava de cantar para ela. Com o tempo ela queria se tornar cantora e entretinha os vizinhos com o canto dela, e quando ela estava entre 5 ou 6 anos ele cantou junto com sua mãe em um evento na sua cidade, e em 1998 aos 18 anos ela foi ao seu primeiro concerto Depeche Mode (Single Tour) no palco Waldbühne em Berlin.

## Say Y e Blutengel
Com a sua banda anterior a Say Y, começou seu sonho de ser cantora, na competição com a sua banda Say Y na Chris Pohl´Label (Fear Section) ela ganhou e assinou o contrato com o Chris Pohl fazendo álbuns com sua banda e abrindo as turnés Demon Kiss Tour(2004). Ate que em 2005 em outubro Chris Pohl a chamou para cantar na Blutengel substituindo a Eva Pölzing que deixou a banda, ela aceitou e com o bom começo, a sua estreia foi com as musicas The Oxidising Angel e My Savior e Seelenschmerz 2007.Ultimamente ela continua na Blutengel,e com o novo álbum Omen(a estreia foi dia 13 de fevereiro de 2015)as suas musicas são Give Me e Stay(With Me)e outras com a participação com Chris Pohl com The Siren, Save Us e Wir Sind was Wir Sind.

## Discografia

### Com Say - Y
- 2000: The Day After Day – Album
- 2000: SMS - Single
- 2000: Sweet Secret – Maxi
- 2001: love.letters.GAME OVER – Album
- 2002: Angels – Single
- 2002: Say Y – EP
- 2003: Refill – Album
- 2008: A Collection Of The Years – Compilation

### Com Blutengel
- 2005: The Oxidising Angel – EP
- 2006: My Saviour – Single
- 2007: Lucifer (Purgatory) & (Blaze) – Single
- 2007: Labyrinth – Album
- 2008: Moments of Our Lives – DVD
- 2008: Winter of My Life – Single
- 2008: Dancing in the Light (Forsaken) & (Solitary) – Single
- 2009: Schwarzes Eis – Album
- 2009: Soultaker – EP
- 2010: Promised Land – Single
- 2011: Reich Mir Die Hand – Single
- 2011: Tränenherz - Album
- 2011: Über den Horizont - Single
- 2011: Nachtbringer - EP
- 2012: Save Our Souls - Single
- 2013: You Walk Away - Single
- 2013: Monument - Album
- 2013: Kinder dieser Stadt - Single
- 2013: Once in A Lifetime - DVD
- 2014: Black Symphonies (An Orchestral Journey) - Album
- 2015: Sing - EP
- 2015: Omen - Album

Outras Canções
- 2004: Staubkind: Keine Sonne – Single

→ Musica: Endlos (Frei Von Dir) (Piano Version)
- 2005: Cephalgy: Finde Deinen Dämon – Album

→ Musica: Mein.
- 2005: Staubkind: Träumfänger – Album

→ Musica: Schlaflied, Endlos (Frei Von Dir), Schlaflied II, Schlaflied (Unheilig Remix)
- 2012: Lord Of The Lost : Die Tomorrow - Album

→ Musica:  Never Let You Go
- 2017: Ost+Front: Fiesta de Sexo - Single

→ Musica:  Wrecking Ball (cover de Miley Cyrus)